# Nördlingen
Nördlingen je tzv. velké okresní město (německy Große Kreisstadt) ve vládním obvodu Švábsko německé spolkové země Bavorsko. Toto někdejší svobodné říšské město je největším městem v bavorském zemském okrese Dunaj-Ries. 

## Německý unikát

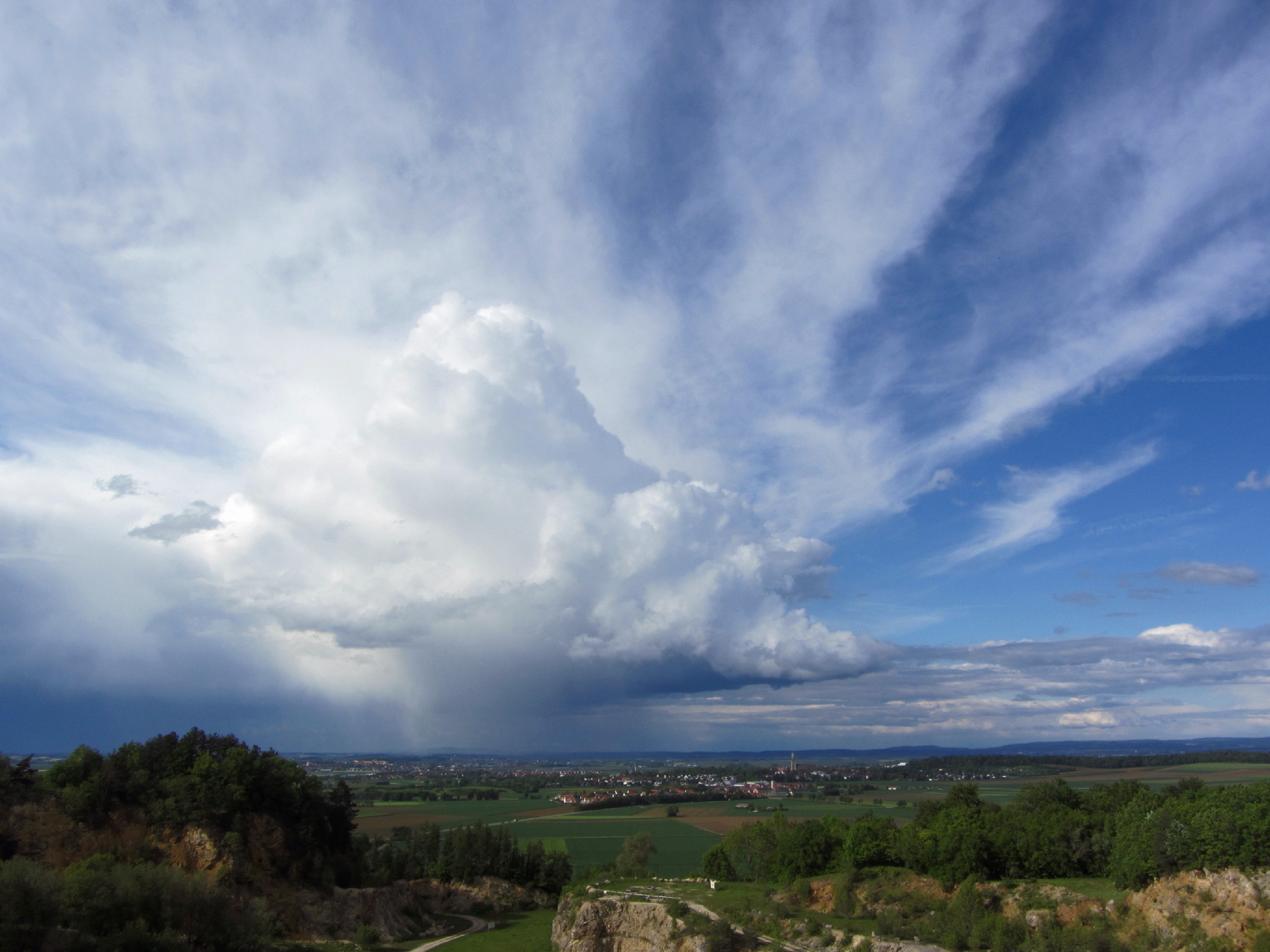
Pohled na Nördlingen uprostřed Rieského kráteru

Nördlingen má v rámci Německa, jehož sídla a krajina byla silně poznamenána boji a nálety zejména v závěru druhé světové války, unikátní postavení.
Jedná se o jedno z pouze tří dokonale zachovaných středověkých měst v Německu (další dvě jsou Rothenburg ob der Tauber a Dinkelsbühl), které je vybudované na kruhovém půdorysu a obklopené opevněním ze 13. a 14. století s jedenácti věžemi, baštou a hradbami s ochozy.

## Geografická poloha
I z geografického hlediska je poloha Nördlingenu svým způsobem specifická - město bylo postaveno doslova uprostřed impaktního kráteru Ries, který vznikl po dopadu meteoritu v době před zhruba 15 milióny let. Průměr Rieského kráteru, obklopeného podél okrajů kopcovitou vyvýšeninou, je 23 až 25 km. Okraje kráteru dosahují nadmořské výšky mezi 500 až 600 metry, centrální prostor je zhruba o 100 metrů nižší. Městem protéká řeka Eger, pravostranný přítok řeky Wörnitz, která se v Donauwörthu vlévá do Dunaje.

## Historie
Archeologické nálezy z nedalekých Ofnetských jeskyní (Ofnethohlen) přinesly důkazy o tom, že oblast byla osídlena již v období pozdního paleolitu. V roce 85 na území jižního okraje dnešního města vznikla římská pevnost a sídlo, které se pravděpodobně jmenovalo Septemiacum. Toto sídlo zaniklo po nájezdech Alemanů v letech 259 - 260. Existenci alemanského sídla v období 6. a 7. století potvrzují nálezy z místních pohřebišť.
Historické jméno města se poprvé objevuje za vlády Karlovců, konkrétně v podobě zmínky z roku 898 o existenci královského dvorce "Nordilinga". V době, kdy město náleželo řezenským biskupům, obdržel Nördlingen tržní práva.
Statut svobodného říšského města získal Nördlingen v roce 1215. V tomto roce byly také vybudovány první kamenné městské hradby, jejichž půdorys se zachoval až do 21. století.

## Pamětihodnosti a muzea
- Kostel sv. Jiří (St. Georgs Kirche) s 90 metrů vysokou věží Daniel
- Bývalý klášter Klosterle
- Historické jádro města obklopené hradbami, středověké domy (např. Leihhaus, Tanzhaus)
- Budova radnice se stavebními prvky z místní horniny suevitu
- Rieskratermuseum
- Bayerische Eisenbahnmuseum (Bavorské železniční muzeum)
- Stadtmuseum (Městské muzeum)
- Informační centrum Geoparku Ries

## Zajímavost
Jelikož Rieský kráter vykazuje znaky, shodné s podobou kráterů na Měsíci, bylo v roce 1970 před startem Apolla 14 pro americké astronauty, kteří se měli této mise zúčastnit, uspořádáno soustředění právě v Nördlingenu.
Město Nördlingen inspirovalo úspěšné japonské anime Attack on Titan, kde se nachází město Shiganshina.

## Osobnosti
- Gerd Müller  (1945, Nördlingen – 2021, Wolfratshausen), německý fotbalista

## Fotogalerie

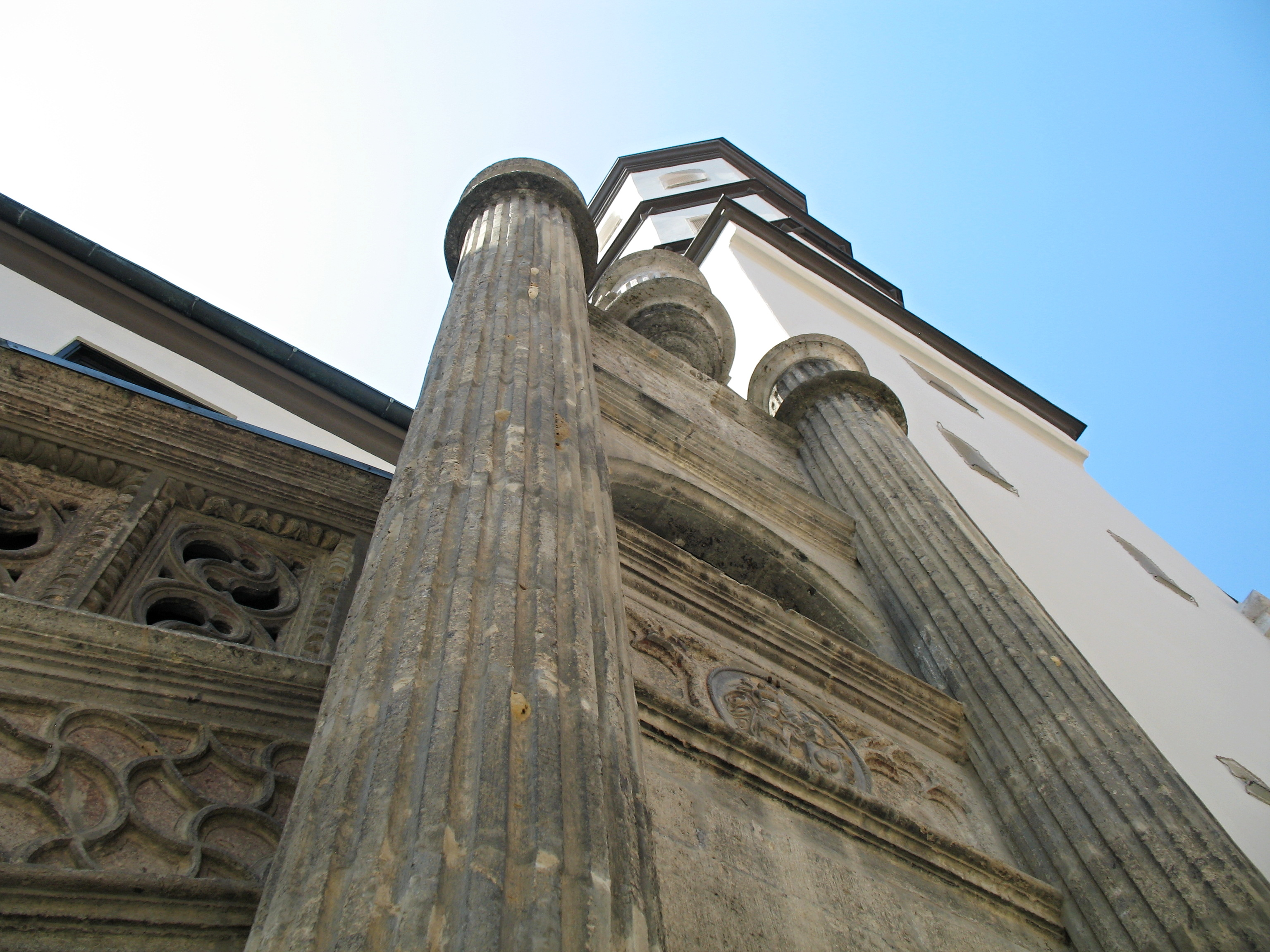
Budova radnice (venkovní schodiště ze suevitu)
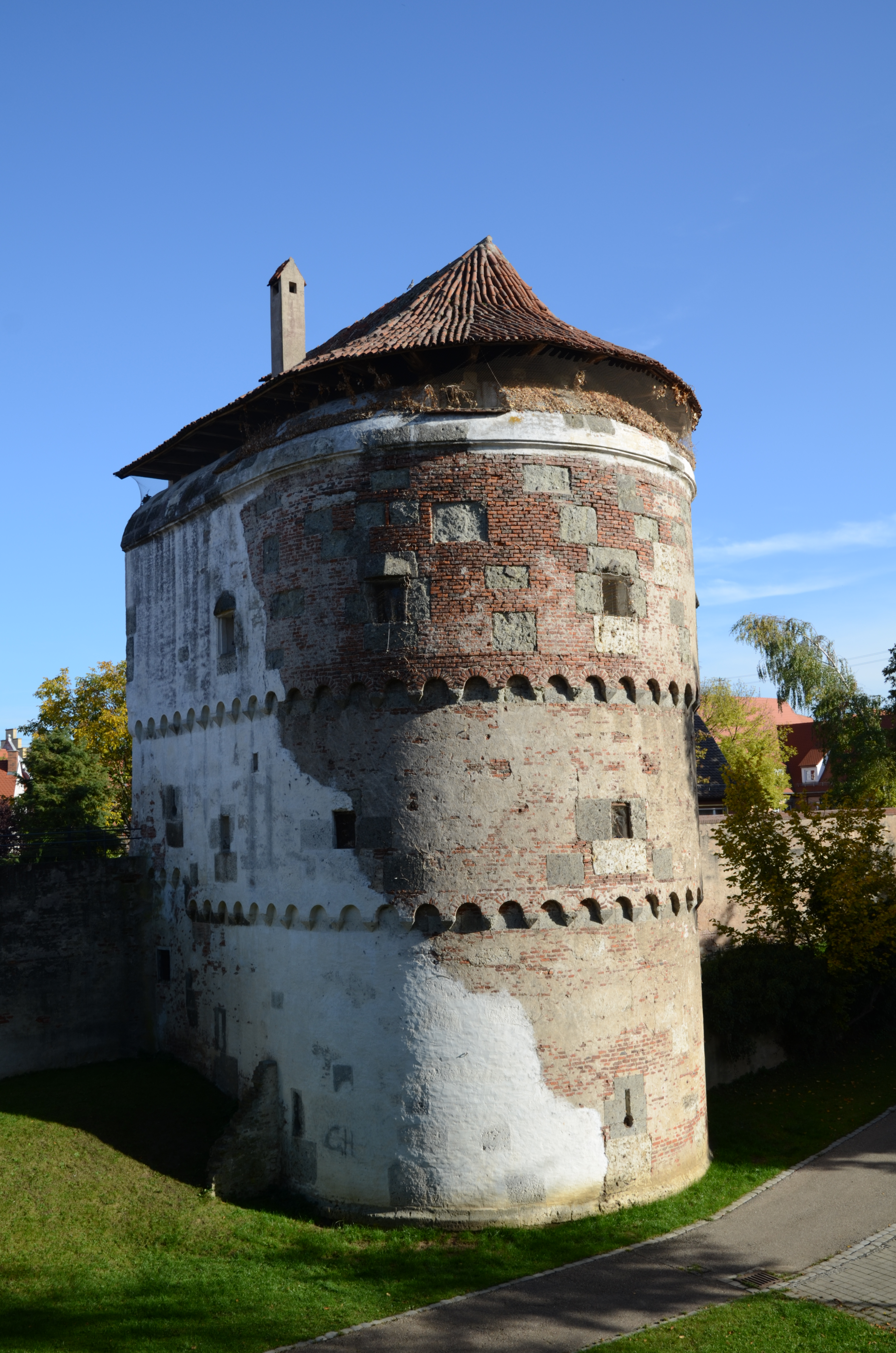
Lví bašta (Löwenturm) v městských hradbách
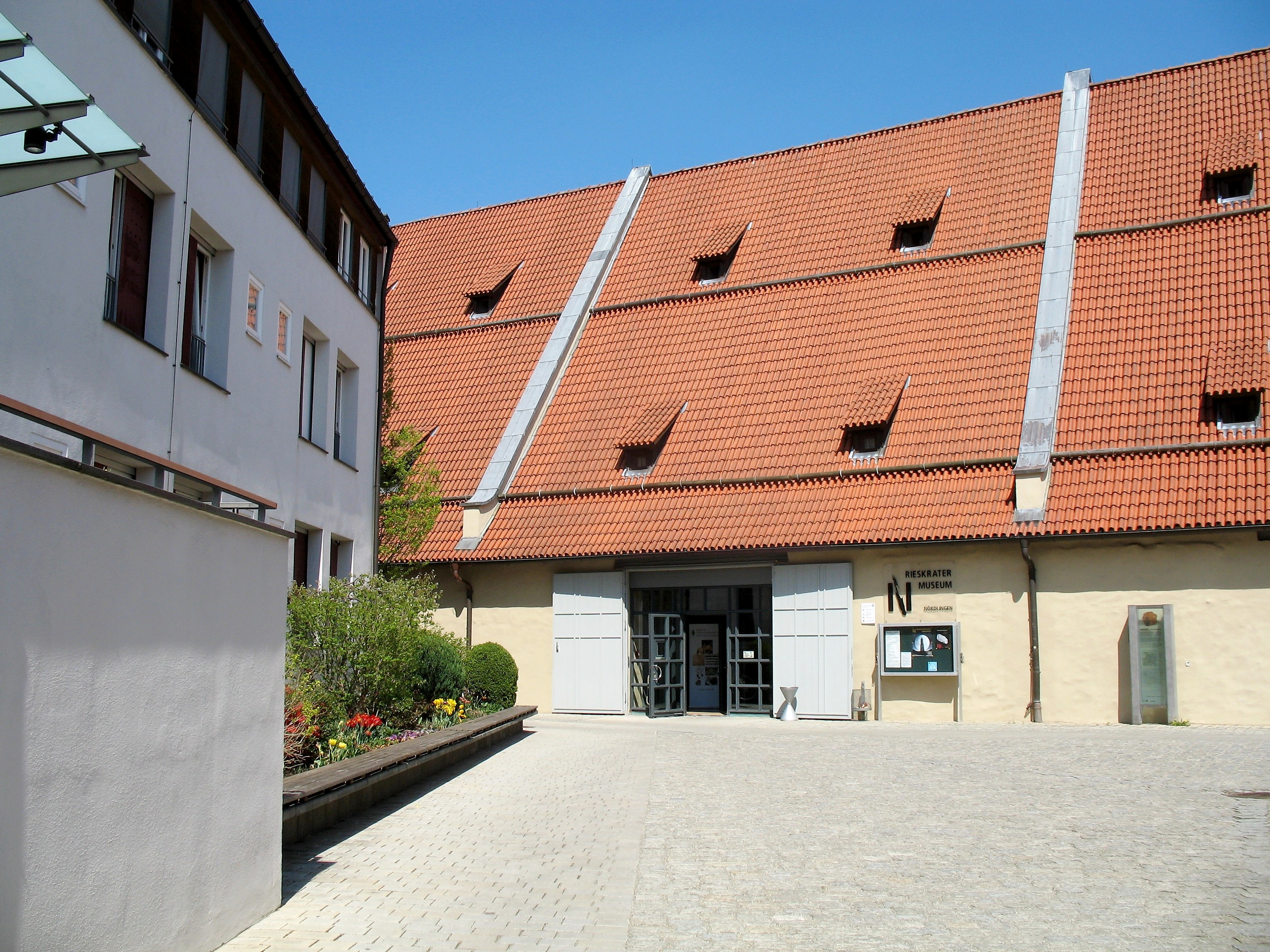
Rieskrater - Museum
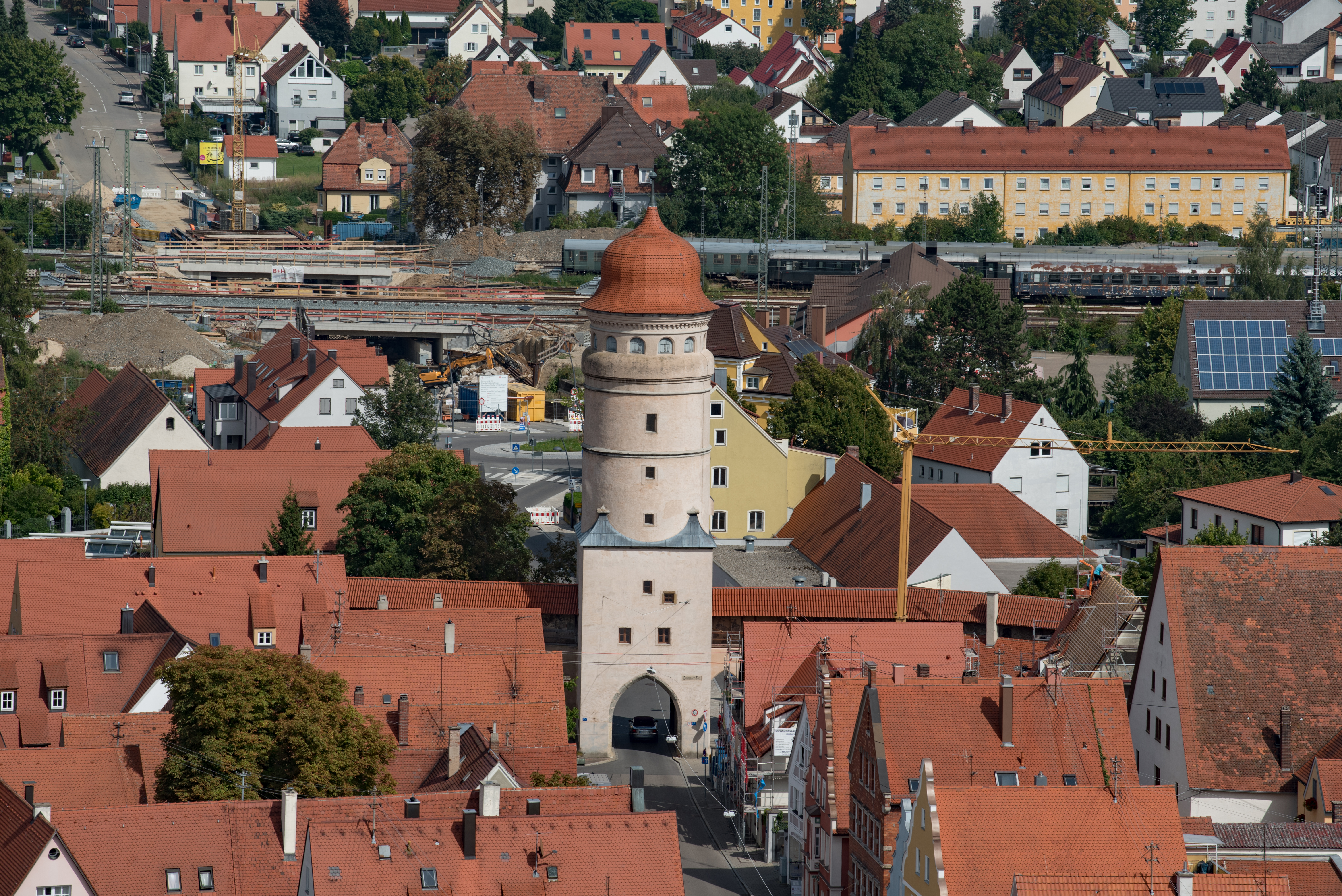
Pohled přes Deiningerskou ulici a věž k nádraží
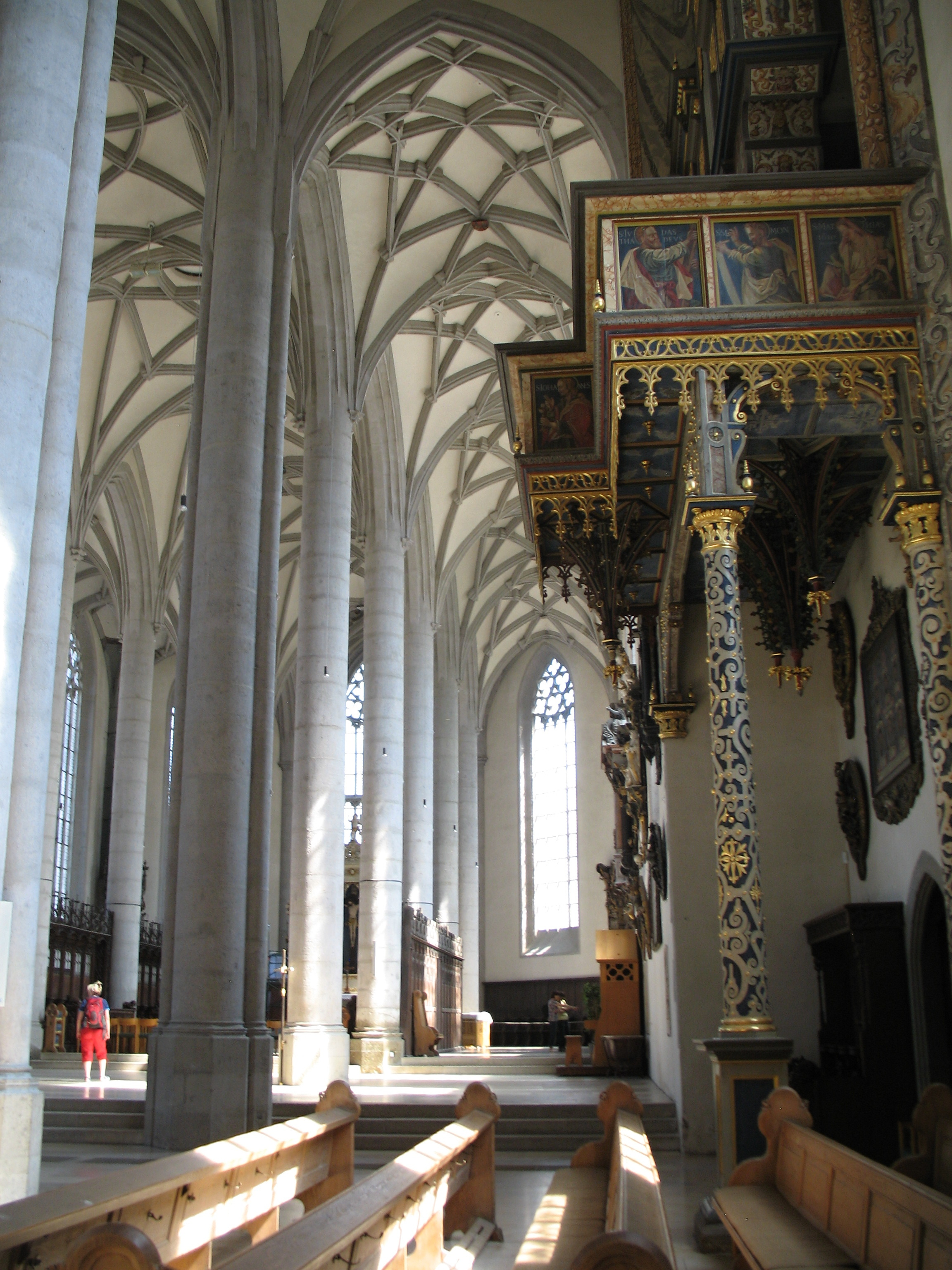
Interiér chrámu sv. Jiří
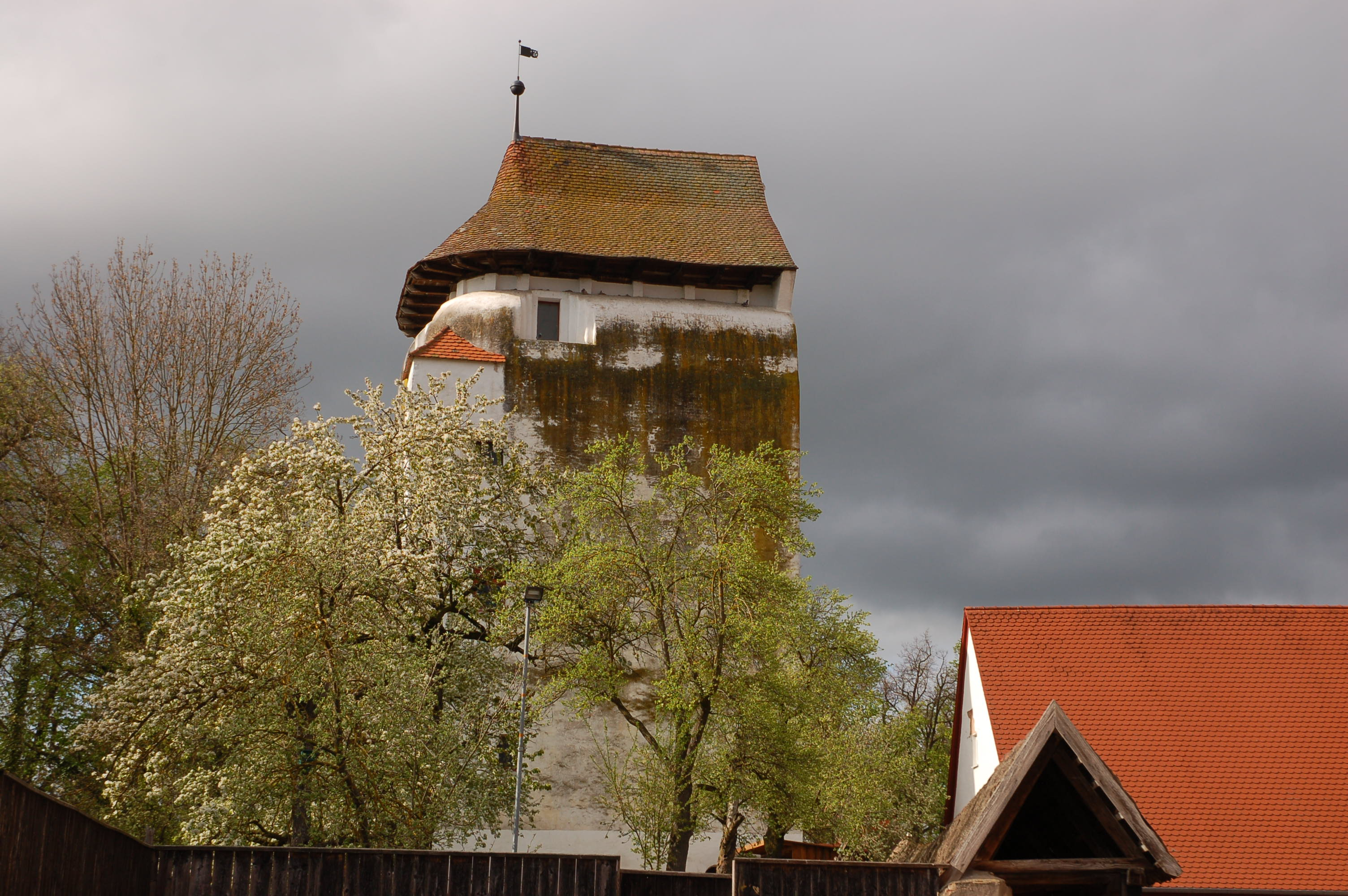
Horní Vodní bašta (Oberer Wasserturm)